# Right to know (ONG)
L'ONG Right to know ou USRTK (« droit de savoir » en Français) est une ONG américaine se présentant comme voulant donner aux citoyens des moyens de participer de manière éclairée aux décisions qui les concernent, tout en tenant les gouvernements et autres parties prenantes responsables ; elle promeut et recherche un accès universel à l'information notamment concernant les pesticides et les OGM (elle demande notamment l'étiquetage obligatoire aux États-Unis des aliments transgéniques et des aliments contenant des OGM, de manière que les acheteurs puissent librement choisir ce qu'ils mangent). Selon Right to know, cet accès à l'information est une condition nécessaire à la vie dans des sociétés du savoir inclusives,. 
l'ONG s'est surtout fait connaître en demandant via la justice les échanges de courriers électroniques avec des sociétés de biotechnologie telles que Monsanto, Syngenta et DuPont, ainsi qu'avec d'autres organisations, notamment la Grocery Manufacturers Association et le Council for Biotechnology Information, et en ayant réussi à obtenir une grande quantité de documents internes de Monsanto (Monsanto papers).

## Dénomination
Le nom Right to know se réfère au « droit de savoir » tels que notamment présenté dans le livre de Rachel Carson, Silent Spring et au droit légal baptisé Right to know inscrit dans le droit américain (et qui a un équivalent dans le droit européen de l'environnement et dans le droit de nombreux pays).

## Critiques adressées à l'association
Les représentants des lobby de l'Industrie alimentaire et de l'industrie agroalimentaire reprochent à l'association Right to know d'être partisane car ayant déclaré sur son site internet avoir reçu des financement de l'Organic Consumers Association (OCA, opposée à la cultures des OGM en plein champs et demandant leur étiquetage, et souvent considéré comme le lobby américain de l'agriculture bio).
Dans un article écrit à 3 mains et publié par le journal The Guardian en 2015, Nina Fedoroff, Peter Raven and Phillip Sharp s'y présentent comme « trois anciens présidents de l'Association américaine pour l'avancement des sciences » et accusent Right to know d'être « un groupe de pression anti-OGM (...), une émanation de la campagne californienne ratée promouvant l'étiquetage des OGM », et responsable d'une « attaque organisée contre la science ». Les 3 auteurs y affirment que l'ONG a ciblé 14 scientifiques américains de haut niveau, après les avoir identifiés en ayant utilisé la loi américaine Freedom of Information Act (FoIA) pour obtenir de la justice un accès à des années de courriels privés et autres correspondances de ces scientifiques.
Selon Nina Fedoroff et ses co-auteurs, l'enquête de Right to know « visait sans aucun doute à saper leurs références et à salir leurs noms en public ». Les auteurs font dans l'article un parallèle avec le «Climategate», où des e-mails privés avaient été publiés, au détriment de la réputation des climatologues cités. Selon eux, « les faits sont clairs : le consensus scientifique sur la sécurité des aliments dérivés de plantes génétiquement modifiées est équivalent à celui sur le changement climatique mondial induit par les activités humaines. L'AAAS a publié des déclarations sur ces deux sujets, concluant que le changement climatique existe, et que la technologie GM est sûre ». Les auteurs déplorent que des sociétés savantes et organismes publics arrivés aux mêmes conclusions et « continuent d'être attaqués par les négationnistes de la science sur les deux questions (...) Si nous permettons à des militants idéologiquement motivés de harceler et de menacer nos principaux penseurs et institutions intellectuelles, il y aura moins de progrès que nous ne pourrions le faire autrement ». 
The Guardian précise sous l'article, en note de bas de page que :
- Nina Fedoroff est professeure Evan Pugh à la Penn State University, et conseillère scientifique auprès de l'OFW Law. 
L'USRTK mettra ensuite en doute sa neutralité car l'OFW Law est une société de lobbying du secteur de l'industrie agroalimentaire, à l'époque enregistrée comme telle auprès et de Syngenta et auprès du Council for Biotechnology Information, dont les membres incluaient à ce moment « BASF, Bayer CropScience, Dow AgroSciences, DuPont, Monsanto et Syngenta ») ;

- Peter Raven est directeur émérite du Missouri Botanical Garden. 
L'USRTK commentera en notant que P Raven était alors « si étroitement lié à Monsanto qu'il a même un centre Monsanto (rebaptisé depuis Bayer Center)[5] et une salle Monsanto. La bibliothèque Peter H. Raven se trouve au quatrième étage du Monsanto Center. Un communiqué de presse de 2012 indique que Monsanto Company et Monsanto Fund ont été parmi les bienfaiteurs les plus généreux du Missouri Botanical Garden au cours des 40 dernières années et plus, contribuant environ 10 millions de dollars pour de nombreux projets clés d'immobilisations, scientifiques et éducatifs au cours de cette période ») ;

- Phillip Allen Sharp est membre du corps professoral du Koch Institute for Integrative Cancer Research. 
L'USRTK commentera cette qualité en notant qu'il s'agit d'un Institut lancé en octobre 2007 avec 100 millions de $ de dons[6],[7] offerts par le milliardaire David H. Koch[8] ; Phillip Sharp selon USRTK « entretient également des liens étroits avec l'industrie biotechnologique », en tant qu'ex-dirigeant (retraité en 2009)[9] de la société Biogen (entreprise américaine devenue en novembre 2003 par fusion de deux leaders mondiaux en biotechnologies : Biogen Inc. et IDEC Pharmaceuticals Corporation la 3e plus grosse entreprise de ce secteur). 
Cet article compare l'USRTK aux climatosceptiques, ce qui selon l'association va au-delà de l'ironie « pour quelqu'un lié à l'Institut Koch ».

L'un des autres détracteurs de Right to know est David B. Schmidt. Ce titulaire d'un diplôme de commerce, connait bien selon sa biographie l'industrie alimentaire où il a occupé des postes de vente chez Oscar Mayer Foods, Pepsi-Cola USA et Canada Dry Corp. Il connait aussi bien l'administration puisqu'y ayant commencé une carrière au service de sécurité et d'inspection des aliments du département américain de l'agriculture où il gérait des programmes d'éducation des médias, des élus et des consommateurs. Il est ensuite propulsé Directeur du service des affaires extérieures de l'administration Bush (juste après l'élection de Bush). Il rejoindra en 1993 l'International Food Information Council (IFIC, entité financée par CropLife International dont les membres fondateurs sont notamment BASF, Bayer, Dow AgroSciences, DuPont, Monsanto et Syngenta), il y sera directeur, puis vice-président et PDG de 2006 à 2015. Il dirige alors aussi la Fondation de l'IFIC. Parallèlement, il est lobbyste indépendant (consultant principal de son agence de conseil en stratégie « Schmidt Commonwealth Strategies, LLC ») et conférencier. 
En 2018, il est nommé à la tête de l' AOAC International.
Un document intitulé CA Labeling Opposition Initiative a été diffusé aux 130 membres de l'AFF « au nom de la Grocery Manufacturers Association » (elle-même membre de l'Alliance). Il invite les membres de l'alliance à s'informer sur la campagne d'opposition « à la proposition de vote californienne qui interdirait effectivement la vente de dizaines de milliers de produits d'épicerie en Californie à moins qu'ils ne contiennent des étiquettes et des emballages spéciaux indiquant qu'ils contiennent des ingrédients issus de la biotechnologie moderne ». Le courriel précisait que « Bien que l'Alliance to Feed the Future ne puisse pas prendre position sur les mesures de vote, nous savons que beaucoup d'entre vous ont suivi de près cette initiative californienne et ont demandé comment obtenir plus d'informations ou s'impliquer. Vous pouvez visiter le site Web de la campagne d'opposition à www.stopcostlyfoodlabeling.com ou contacter Shery Yang au (916.443.0872) »[réf. souhaitée]